# Aux sources du Z
Aux sources du Z, par Jean-David Morvan et José Luis Munuera est la cent-dix-huitième histoire de la série Spirou et Fantasio. Elle est publiée pour la première fois dans Ouest-France.
L'arrêt de la série par Morvan et Munuera fait que cet album est leur dernier de la série. Initialement, l'album avait été déplacé en tant que tome de la série Le Spirou de…, mais la décision a finalement été annulée et il est paru comme le cinquantième album de la série régulière.

## Univers

### Synopsis
Sur le point de partir pour Durbaï, Spirou est appelé en urgence par Zorglub. Il se rend au château pendant que Fantasio est à l'aéroport. Miss Flanner, la camarade d'université de Zorglub et du Comte, est mourante. Contre la volonté de Champignac, Zorglub expose à Spirou son idée : Spirou doit retourner dans le passé par petits sauts, jusqu'au jour de l'accident de Miss Flanner, grâce à un pistolet temporel que les trois étudiants avaient alors inventé.
Pour éviter l'irradiation de Miss Flanner, Spirou accepte et retourne en Afrique, quelques années plus tôt (Le gorille a bonne mine). Il doit se rendre à Bruxelles pour retrouver les gants de boxe qu'il avait utilisés lors de son match contre Poildur (Quatre aventures de Spirou et Fantasio), car le pistolet temporel doit être utilisé avec un objet, ce qui renvoie son utilisateur au jour où celui-ci l'a touché pour la première fois.
Spirou, arrivé chez lui, cherche l'objet le plus ancien qu'il possède. Il ne trouve que le masque en latex utilisé par Zantafio pour frauder (La Mauvaise Tête). Il se télétransporte à cette époque. Arrivé là, il sauve le Spirou d'époque de la mort, et continue son voyage qui le conduit en Palombie (Le Dictateur et le Champignon).
Là, il rencontre le Spirou du passé, qui n'en revient pas. Mais, frappé par Spirou, il se réveille en pensant qu'il vient de faire un cauchemar. Spirou retrouve dans la poche des vêtements du Spirou d'époque les clés de la Turbotraction. Il se télétransporte le jour où les Roulebille a offert cette voiture aux deux héros (La Corne de rhinocéros).
Il rencontre Seccotine qui, comme toujours, ne veut pas le lâcher d'une semelle. Pour en finir avec elle, il l'embrasse sur les lèvres, ce qui la fait taire. Il retrouve enfin les gants de boxe, afin de partir pour le jour de son match contre Poildur, jour fatidique pour Miss Flanner.
Dans le présent, Fantasio est revenu au château et veut rejoindre Spirou dans son aventure. Il utilise un deuxième pistolet temporel, et se télétransporte le jour de l'accident de Miss Flanner grâce à son fidèle nœud papillon qu'il avait acheté ce jour-là.
Spirou et Fantasio se retrouvent donc à l'Université. Ils évitent de justesse les pièges préparés par les trois étudiants : champignons soporifiques, labyrinthe, alphabet tueur où pour passer, il faut sauter sur les lettres formant la phrase "Eviv Bulgroz" ("Vive Zorglub" à l'envers). Spirou arrête la jeune Miss Flanner juste avant qu'elle ne charge le plutonium, combustible du pistolet. Mais ce dernier tombe à terre, faisant exploser toute l'Université.
Alertés, les Spirou et Fantasio d'époque accourent pour sauver d'éventuels blessés. Les "vrais" Spirou et Fantasio se réveillent dans les ruines, avec Miss Flanner toujours évanouie. Spirou veut la remettre à Zorglub et Champignac, et confie son pistolet temporel à Fantasio, mais ce dernier perd Spirou de vue. Il aperçoit une forme ressemblant à celle de Spirou et se télétransporte dans le présent, leur mission étant accomplie.
Arrivés à Champignac, au XXIe siècle, Fantasio constate avec horreur sa gaffe : il vient de revenir dans le présent avec le Spirou d'époque. Ils sont accueillis par les robots de Miss Flanner, qui les conduisent dans un zeppelin marqué d'un étrange signe "SF". Le jeune Spirou, assommé par un robot, ne voit rien de l'incroyable spectacle qui se déroule devant lui. Fantasio découvre Miss Flanner, accompagnée par un homme dont le physique paraît familier. C'est Spirou, mais vieillissant, qui a fait sa vie dans le passé, étant bloqué là-bas. Il s'est marié avec Miss Flanner, avec qui il codirige une ONG. De plus, Spirou et Flanner n'ont jamais revu le Comte de Champignac, ni Zorglub.
Fantasio, ne pouvant accepter de perdre son meilleur ami, décide de tout remettre dans l'ordre en retournant là-bas. Mais il est stoppé par Spirou, qui ne l'approuve pas, ayant vécu une vie de rêve avec sa femme. Il quitte Fantasio en lui "offrant" le jeune Spirou toujours inconscient avec qui il va pouvoir "vivre de nouvelles aventures, une nouvelle vie". Fantasio et son meilleur ami se disent adieu, et le zeppelin disparaît dans les nuages.

### Personnages
- Spirou : reporter
- Fantasio: reporter
- Spip
- Zorglub : scientifique
- Seccotine : reporter
- Le Comte de Champignac : scientifique
- Miss Flanner : scientifique
- Poildur (Uniquement cité) : rival de Spirou
- Mieke Poildur (Non nommée, elle le sera en revanche dans Le Groom vert-de-gris) : mère de Poildur et vendeuse de caricoles.
- Ibn-Mah-Zoud (Uniquement aperçu sur un écran de télévision) : sultan (ou émir) de Durbaï.
- Yasmine (Uniquement aperçue sur un écran de télévision) : future femme du sultan.

### Véhicules automobiles
Au cours du récit, plusieurs automobiles (réelles ou de fiction) sont représentées.
- Lors de la phase chrono-transportée vers l'épisode de La Mauvaise Tête, la Citroën 2CV du père Mildiou[1] est d'abord (planche 18) représentée dans la version AZA ou AZAM de 1964 (à portières à ouverture standard) ; puis, au début de la planche suivante, la voiture est dotée de portières "suicide" et de la calandre d'origine des types A et AU, tout en gardant les optiques de phares rectangulaires de la version 2CV 4 ou 6. La couleur (jaune) de cette 2CV est anachronique puisque, à l'époque de la publication du récit originel (1954) la 2CV n'était disponible qu'en gris.

## Autour de l'album

### Le parti pris des auteurs
Dans cette cinquantième aventure, Morvan, assisté de Yann, concrétise son projet initial pour la série. Spirou change de vie, se marie. Fantasio vit avec le jeune Spirou, qui ne connaît rien de cette époque. De plus, Fantasio ayant bouleversé le temps, aucune des aventures de Spirou n'a existé à la fin de cet opus. Les raisons d'un tel bouleversement sont peu claires, mais Morvan, qui avait selon diverses interviews visiblement déjà planifié cette conclusion de longue date, espérait sans doute à l'origine redonner une nouvelle optique à la série, avec un héros plus jeune. Malgré cela, Fabien Vehlmann, scénariste repreneur de la série, a exprimé sa volonté de ne pas faire une suite de l'épisode pour le conclure, et de continuer sans trop en tenir compte. Cependant, la case 2 de la planche 28 de Alerte aux Zorkons semble montrer que le Spirou de cette aventure (et de sa suite, La Face cachée du Z) est bien le Spirou "rétro" arrivé à notre époque (il ne connait pas Miss Flanner).
Dans tous les cas, cet album est visiblement un album hommage à toute la période Franquin en particulier.
Cet album, néanmoins, met en avant un paradoxe assez troublant. En effet, le jour de l'accident, Zorglub, Miss Flanner et Champignac apparaissent très jeunes et la différence d'âge avec Spirou et Fantasio est très inférieure avec la différence d'âge dans le "présent", où Spirou et Fantasio semblent avoir bien moins vieilli que les trois scientifiques. Ceci est également mis en avant par l'apparence physique du Spirou du présent qui, étant retourné dans le passé, a donc vécu DEUX fois le laps de temps séparant l'accident/match de boxe et l'époque du voyage dans le temps.
De plus, dans un des albums suivants, Zorglub parle à Champignac des moisissures qui ont "détruit ses bases" : ceci s'est produit dans le 1er passé, donc avant l'intervention de Spirou pour sauver Miss Flanner qui, de l'aveu du couple néo-formé, a annulé les événements produits dans les albums précédents, ce qui a donc annulé en particulier le diptyque sur Zorglub (tomes 15 et 16). Logiquement, le Z ne peut pas parler de ces événements à Champignac puisque leur passé a été modifié...

### Le non-retour du Marsupilami
À l'origine, le Marsupilami devait apparaitre dans un des sauts temporels de Spirou mais les droits du Marsupilami appartenaient à l'époque à Marsu Productions. Ce n'est qu'en 2013 que Dupuis a récupéré les droits du Marsupilami en rachetant Marsu Productions.